# Vincenz Kollar

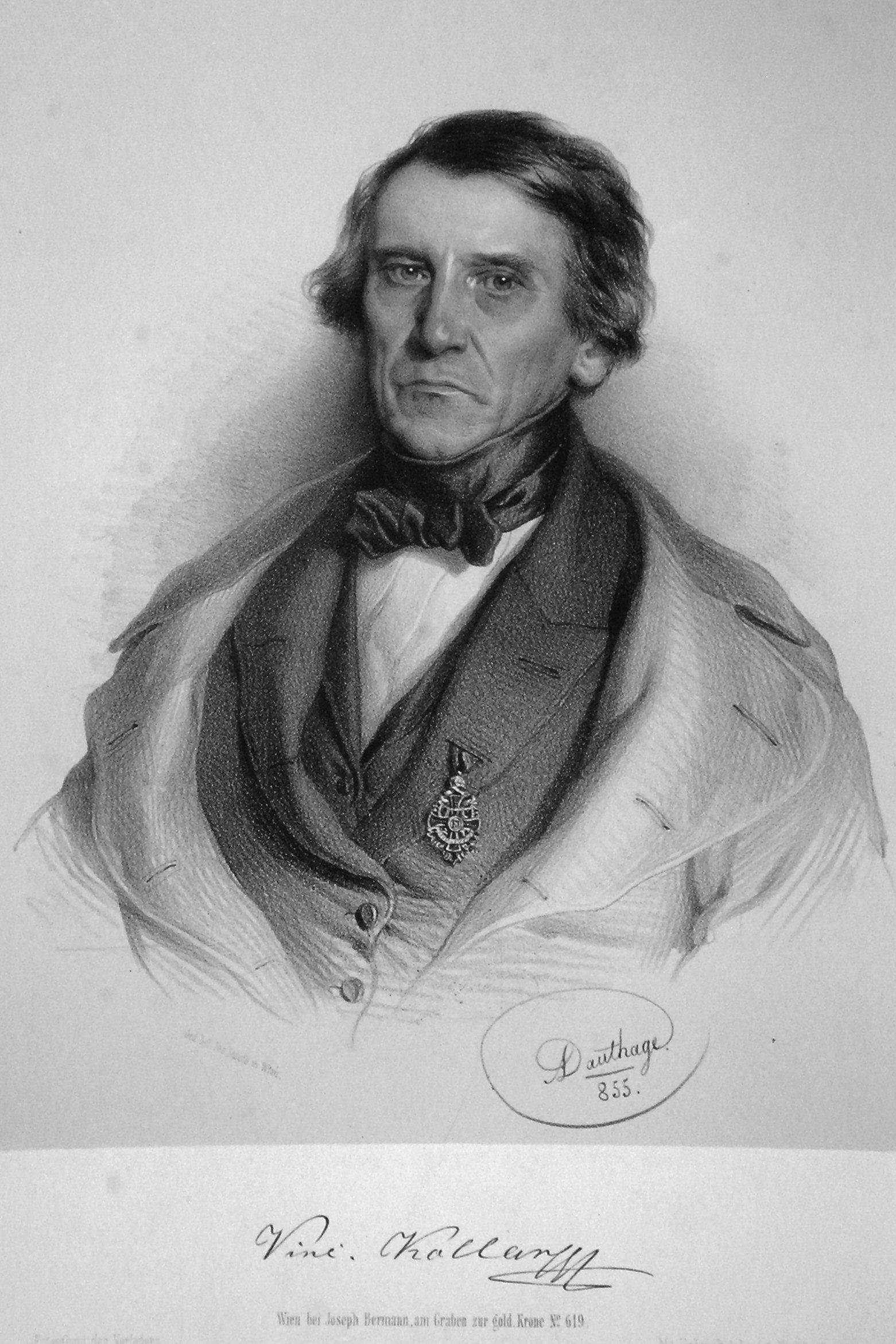
Vincenz Kollar, Lithographie von Adolf Dauthage, 1855

Vincenz Kollar (* 15. Januar 1797 in Kranowitz; † 30. Mai 1860 in Wien) war ein österreichischer Zoologe, Entomologe und Publizist.

## Leben und Wirken
Nach dem Abitur in Leobschütz begann er im Jahr 1815 Studium der Medizin an der Universität Wien, befasste sich ebenfalls mit der Zoologie und arbeitete dann seit dem Jahr 1817 am Hof-Naturalien-Cabinet in Wien. Dort wurde er seit dem Jahr 1835 unter Karl Franz Anton von Schreibers zum Kustos und 1851 zum Vorstand des Zoologischen Hofkabinetts. Im Jahr 1848 wurde Vincenz Kollar ein Mitglied der Österreichischen Akademie der Wissenschaften und der Zoologisch-Botanischen Gesellschaft in Wien. Er widmete sich hauptsächlich der Erforschung und Beschreibung der Exponate aus der Österreichischen Brasilien-Expedition.
Vincenz Kollar publizierte über 50 naturwissenschaftliche Artikel – im Jahr 1833 nahm er die Erstbeschreibungen der Steppen-Beißschrecke unter dem Gattungsnamen Locusta montana, der Alpinen Gebirgsschrecke unter dem Namen Gryllus alpini (heute als Miramella alpini KOLLAR 1883 bekannt) und der Höhlenheuschrecke unter dem Namen Locusta (heute als Troglophilus cavicola bekannt)  vor.
Als Anerkennung für seine naturwissenschaftlichen Arbeiten erhielt er das Ritterkreuz des Franz-Joseph-Ordens und im Jahr 1858 wurde er zum Geheimen Regierungsrat ernannt.

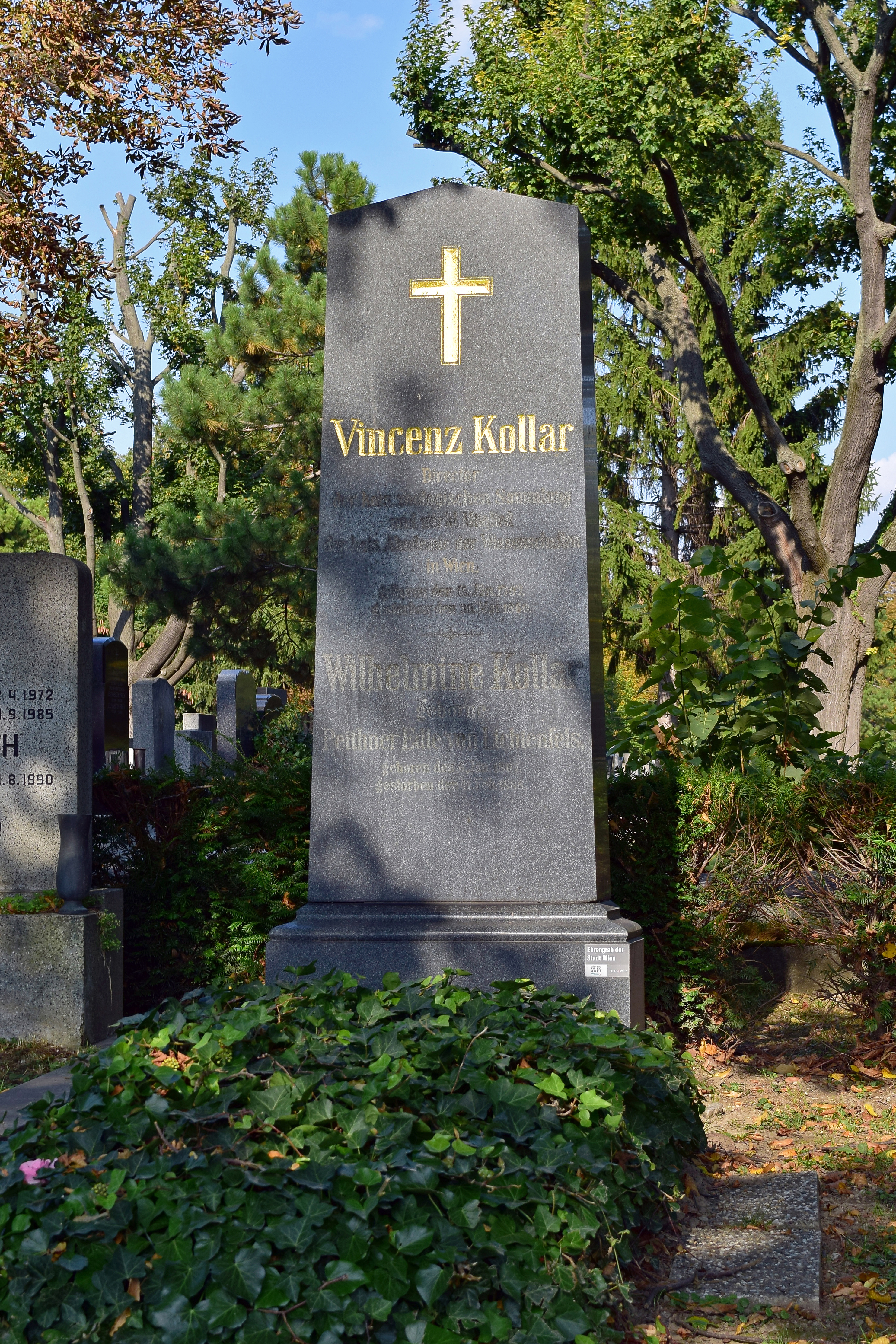
Grab von Vincenz Kollar am Wiener Zentralfriedhof

Kollar wurde nach seinem Tod am Wiener Zentralfriedhof (Gruppe 3) in einem ehrenhalber gewidmeten Grab beigesetzt.

## Dedikationsnamen
Nach ihm benannte Theodor Hartig eine Gallwespenart Andricus kollari (ursprünglich: Cynips kollari). Der Name kollari wurde bei den Webspinnen (Aranae) mehrmals vergeben; Dysera kollari Doblika 1853, Kollars Scherenkanker: Ischyropsalis kollari, Rote Röhrenspinne: Eresus kollari mit sechs Unterarten Eresus kollari frontalis, E. kollari bifasciatus, E. kollari ignicomus, E. kollari illustris, E. kollari latefasciatu, E. kollari tricolor.

## Schriften (Auswahl)
- Brasiliens vorzüglich lästige Insecten. In: Johann Baptist Emanuel Pohl: Reise im Innern von Brasilien. Wien 1817–1821.
- Monographia Chlamydum. J. G. Heubner, Wien 1824. Neuauflage 2011 bei Nabu Press; ISBN 978-1-247-55230-9.
- Bisswirkung eines Dornfingers Cheiracanthium sp. (Clubionidae). Wien 1837.
- Naturgeschichte der schädlichen Insecten in Bezug auf die Landwirtschaft und Forstencultur. Landwirtschaftliche Gesellschaft, Wien 1837.
- Die vier Hauptfeinde der Obstgärten nebst der verläßlichsten Mittel ihrer Vertilgung. Wien 1839.
- mit Ludwig Redtenbacher: Aufzählung und Beschreibung der von Herrn Karl Freiherrn v. Hügel aus seiner Reise nach Kaschmir und durch Himalayagebirge gesammelte Insecten. In: Kaschmir und das Reich der Siek. Band IV, Stuttgart 1840–1848.
- Beurtheilung des von Dr. Medovics an die serbische Regierung erstatten Berichtes über die Entstehung und Vertilgung der Gollubatzer Mücken. In: SB. Akad. Wissensch., Wien 1848, S. 92–107.
- Ueber Tingis piri. Verhandlungen der Zoologisch-Botanisch Gesellschaft, Wien 1852, S. 96.
- mit Johann Georg Bill, Eduard Fenzl, Leopold Fitzinger, Johann Jakob Heckel: Bildliche Naturgeschichte aller drei Reiche, mit vorzüglicher Berücksichtigung der für das allgemeine Leben wichtigeren Naturprodukte. Wien 1853.
- Über Agrilus viridis Kies. Ein die Erlen verwüstendes Insect. In: Verhandlungen der Zoologisch-Botanisch Gesellschaft, Wien 1858, S. 325–328.
- Über Ida Pfeiffer’s Sendungen von Naturalien aus Mauritius und Madagascar. Wien 1858.
- Naturgeschichte eines in den Gallen von Tamarix articulata Vahl. lebenden Wicklers: Grapholitha Pharaonana Kollar. In: Wiener Entomologische Monatsschrift. Band 2, 1858, S. 154–158 (zobodat.at [PDF]).